# WWF Mayhem in Manchester
WWF Mayhem in Manchester, était un pay-per-view de la World Wrestling Federation (WWF) exclusif au Royaume-Uni et qui s'est déroulé le 4 avril 1998 au Nynex Arena de Manchester en Angleterre. Le show était vendu dans un format édité en VHS pour l'Amérique du Nord.

## Résultats
| #                                                          | Résultats                                                                                    | Stipulations                                     | Commentaires | Durée |
| ---------------------------------------------------------- | -------------------------------------------------------------------------------------------- | ------------------------------------------------ | --- | ----- |
| 1                                                          | Jeff Jarrett bat Brakkus                                                                     | Match simple                                     | - a fait abandonner Brakkus. | 07:38 |
| 2                                                          | The Godwinns (Henry et Phineas) battent D.O.A. (Skull et 8-Ball)                             | Strap match                                      | | 13:45 |
| 3                                                          | Justin Bradshaw bat Marc Mero                                                                | Match simple                                     | - Bradshaw a effectué le tombé sur Mero. | 10:17 |
| 4                                                          | Ken Shamrock et Owen Hart battent The Rock et D'Lo Brown                                     | Tag team match                                   | - Shamrock a fait abandonner Brown. | 06:19 |
| 5                                                          | Cactus Jack bat Goldust                                                                      | Match simple                                     | - Goldust était disqualifié. | 13:23 |
| 6                                                          | L.O.D. 2000 (Hawk et Animal) battent The New Age Outlaws (c) (Road Dogg et Billy Gunn)par DQ | Tag team match pour le WWF Tag Team Championship | - NAO étaient disqualifiés quand Chyna donnai un coup dans les parties intimes de Animal alors que la LOD s'apprêtait à porter sur Road Dogg le Doomsday Device, NAO conservait les titres. | 12:51 |
| 7                                                          | Steve Austin (c) bat Triple H                                                                | Match simple pour le WWF Championship            | - Austin a effectué le tombé sur Triple H après que soit intervenu en faveur d'Austin[pas clair]                                                                                            | 29:13 |
| 8                                                          | The Undertaker bat Kane                                                                      | Match simple                                     | - Undertaker a effectué le tombé sur Kane. - The Undertaker catchait avec des vêtements de rue au lieu de son équipement de ring habituel.                                                  | 21:32 |
| (c) désigne le champion défendant son titre dans le match. |                                                                                              |                                                  | |       |